# Prigradica
Prigradica je vesnice a přímořské letovisko v Chorvatsku v Dubrovnicko-neretvanské župě. Nachází se na severním pobřeží ostrova Korčula a je součástí opčiny Blato. Od města Korčula se nachází asi 38 km západně. Vzhledem k tomu, že je Prigradica (spolu s Prižbou, Gršćicí a Karbuni) pouze přímořskou částí sídla Blato, které neleží u moře, není, jako u mnoha jiných sídel na ostrově Korčula, znám počet obyvatel.
Prigradica leží u stejnojmenné zátoky Prigradica. Nachází se zde přístav, stejnojmenná oblázková pláž a kostel svatého Vincence z 16. století. Vesnicí prochází župní silnice Ž6255.